# Юйшань Ніцзяті
Юйшань Ніцзяті (1 червня 1986, Алтай, Алтай, Сіньцзян-Уйгурський автономний район) — китайський боксер, призер чемпіонату світу серед аматорів.

## Спортивна кар'єра
На чемпіонаті світу 2007 року Юйшань Ніцзяті завоював бронзову медаль.
- У 1/32 фіналу переміг Бреда Пітта (Австралія) — 27-15
- У 1/16 фіналу переміг Яміко Чинула (Нова Зеландія) — 27-13
- У 1/8 фіналу переміг Іхаба Алматбоулі (Йорданія) — RSC 4
- У чвертьфіналі переміг Йожефа Дармос (Угорщина) — 28-11
- У півфіналі програв Клементе Руссо (Італія) — 11-19

На Олімпійських іграх 2008 програв в першому бою Олександру Усику (Україна) — 4-23.